# Колісна формула

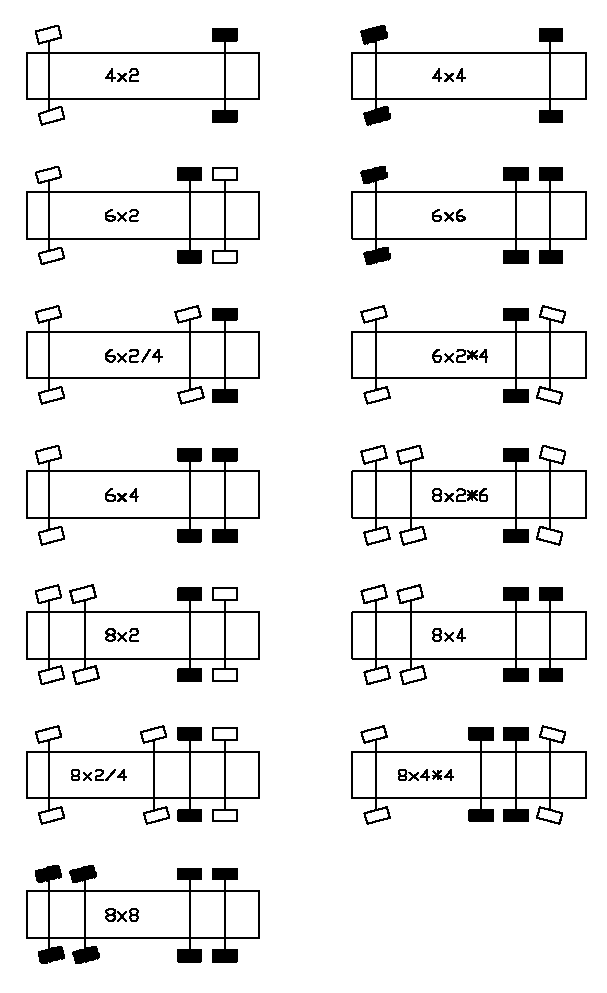
— ведучі колеса.
— колеса без приводу.

Колі́сна фо́рмула — умовне позначення загальної кількості та кількості ведучих коліс транспортного засобу, у вигляді:
При цьому здвоєні колеса розглядають як одне колесо.
Наприклад колісна формула 4×2 означає, що автомобіль має 4 колеса, 2 з яких ведучі. У повноприводних автомобілів колісні формули з двома однаковими цифрами: 4×4, 6×6, 8×8 тощо.
Формула може містити й третю цифру. Якщо вона знаходиться після крапки, то вказує тип ведучих коліс («1» — одинарні колеса, «2» — на здвоєні), а після знаку дробу — кількість керованих осей.
Приклади:
4×4.1 — ГАЗ-66, Unimog; Mercedes-Benz Zetros 1833A;

4×2.2 — ГАЗ-3307, ЗІЛ-431410;

6×4.2 — КамАЗ-6511, МАЗ-6422, ЗІЛ-133;

6×6.1 — КрАЗ-260, ЗІЛ-131, Урал-4320, КамАЗ-4310, Star 266;

6×6.2 — ЗІС-151, Praga V3S.

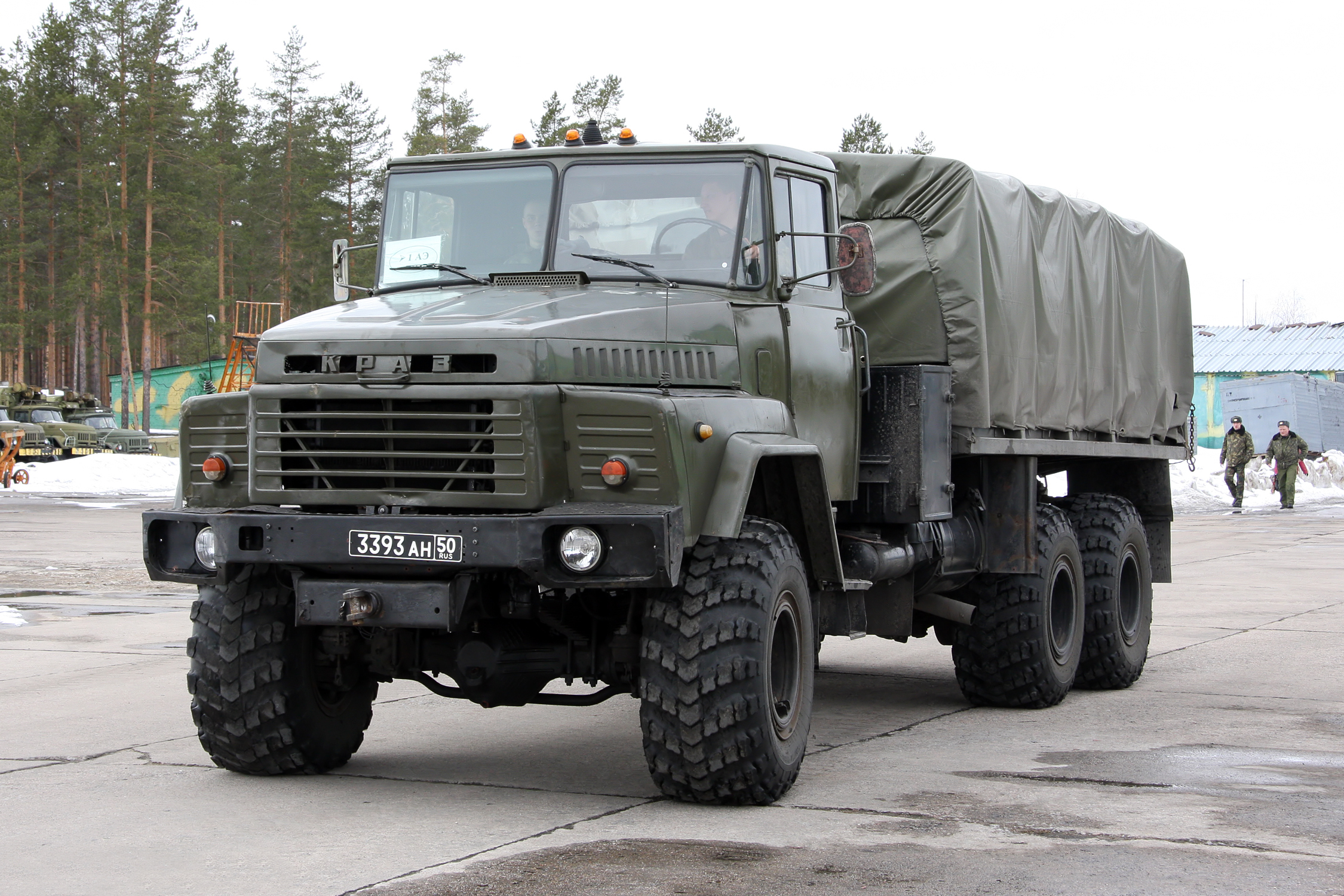
КрАЗ-260 (6×6.1)
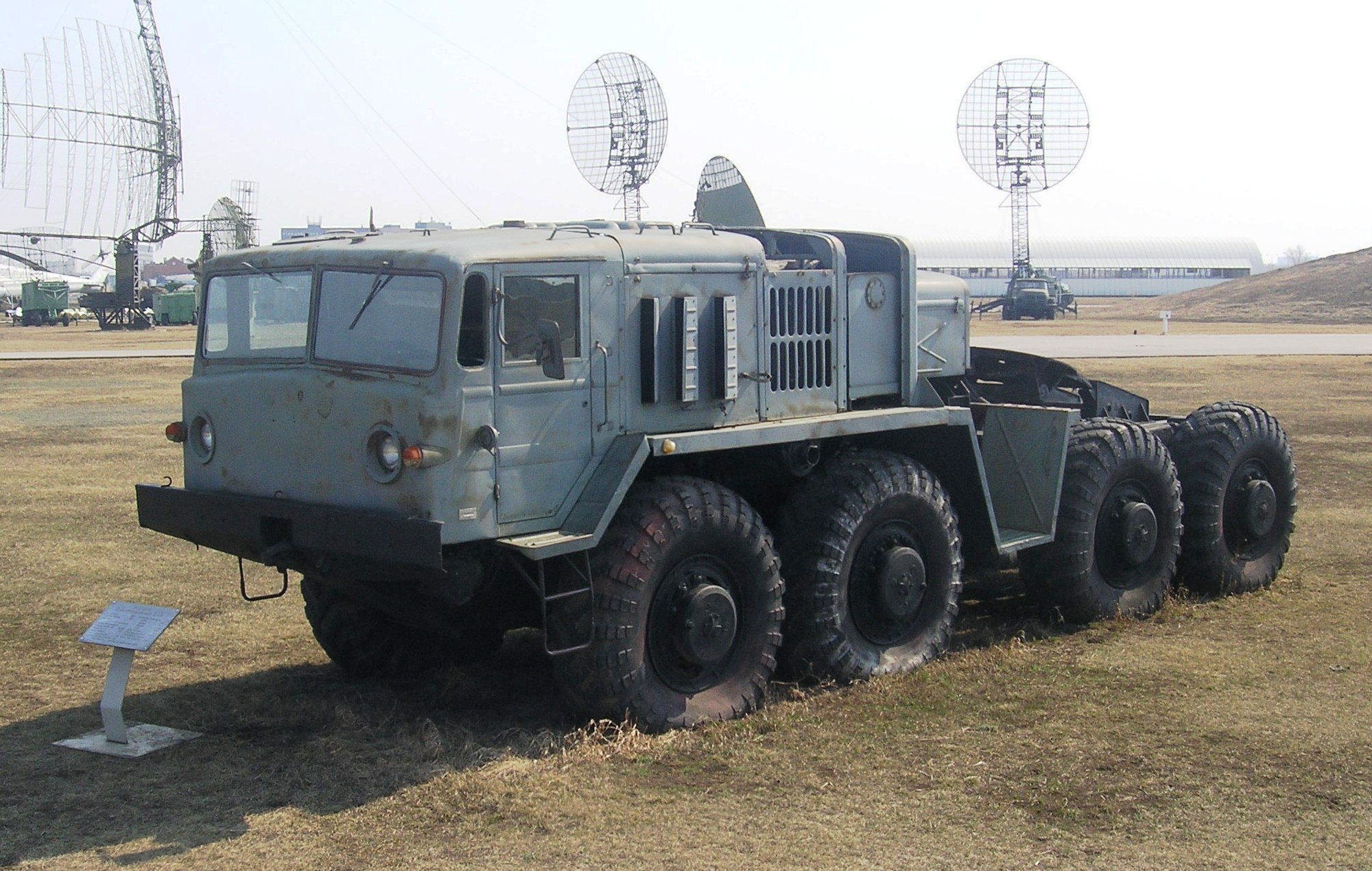
МАЗ-537 (8×8.1)
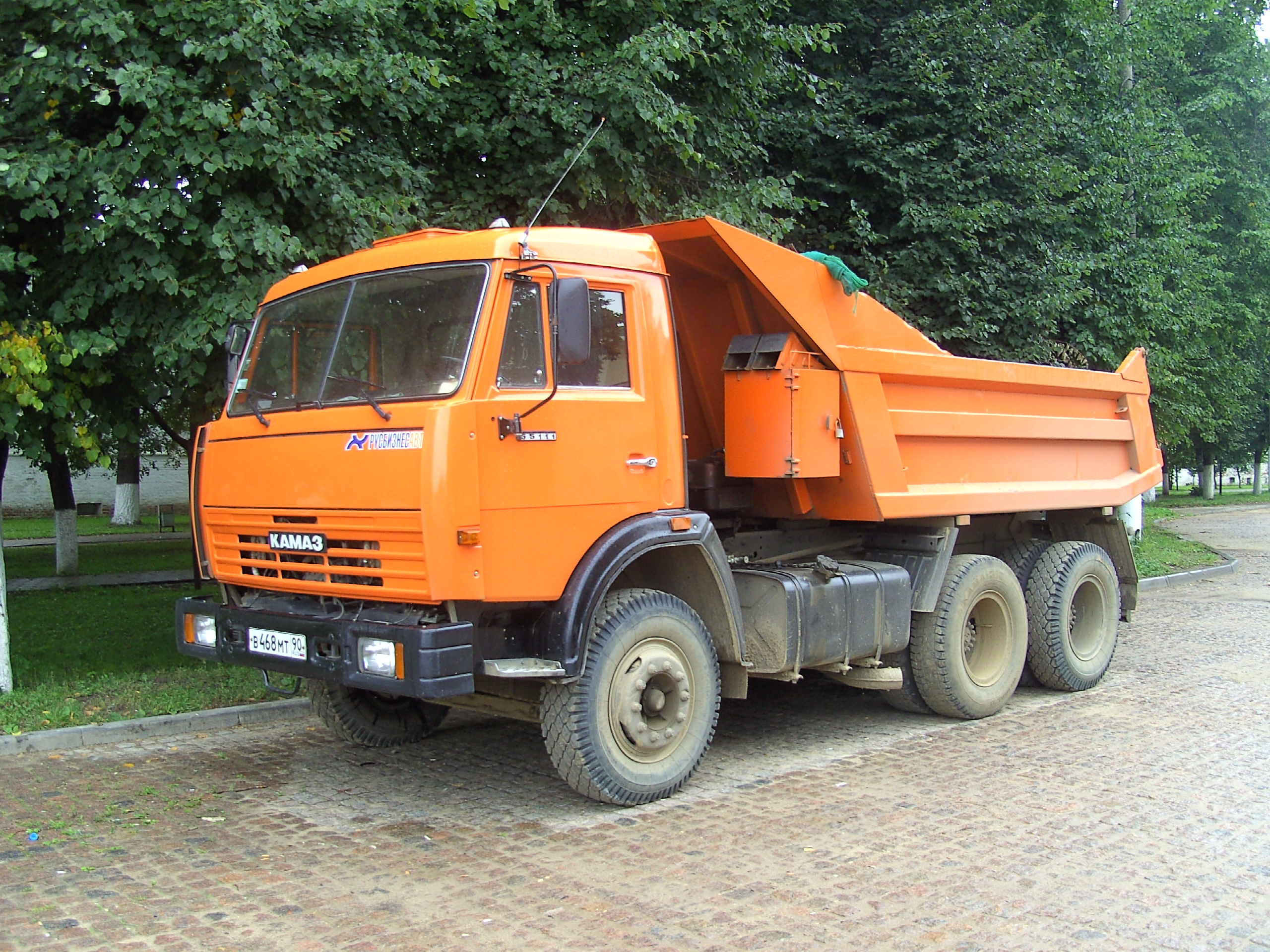
КамАЗ-55111 (6×4.2)
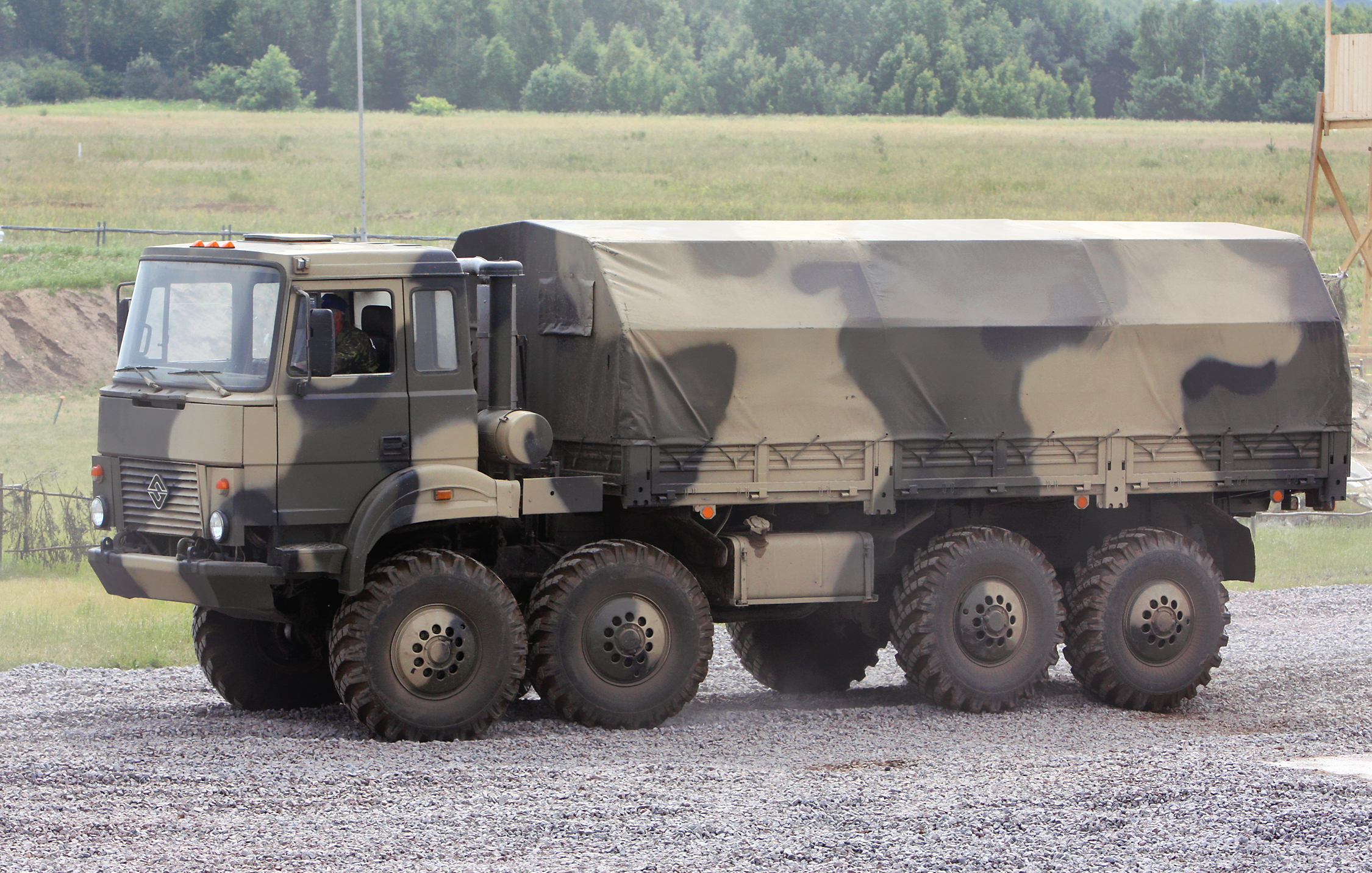
Урал-5323 (8×8/4)
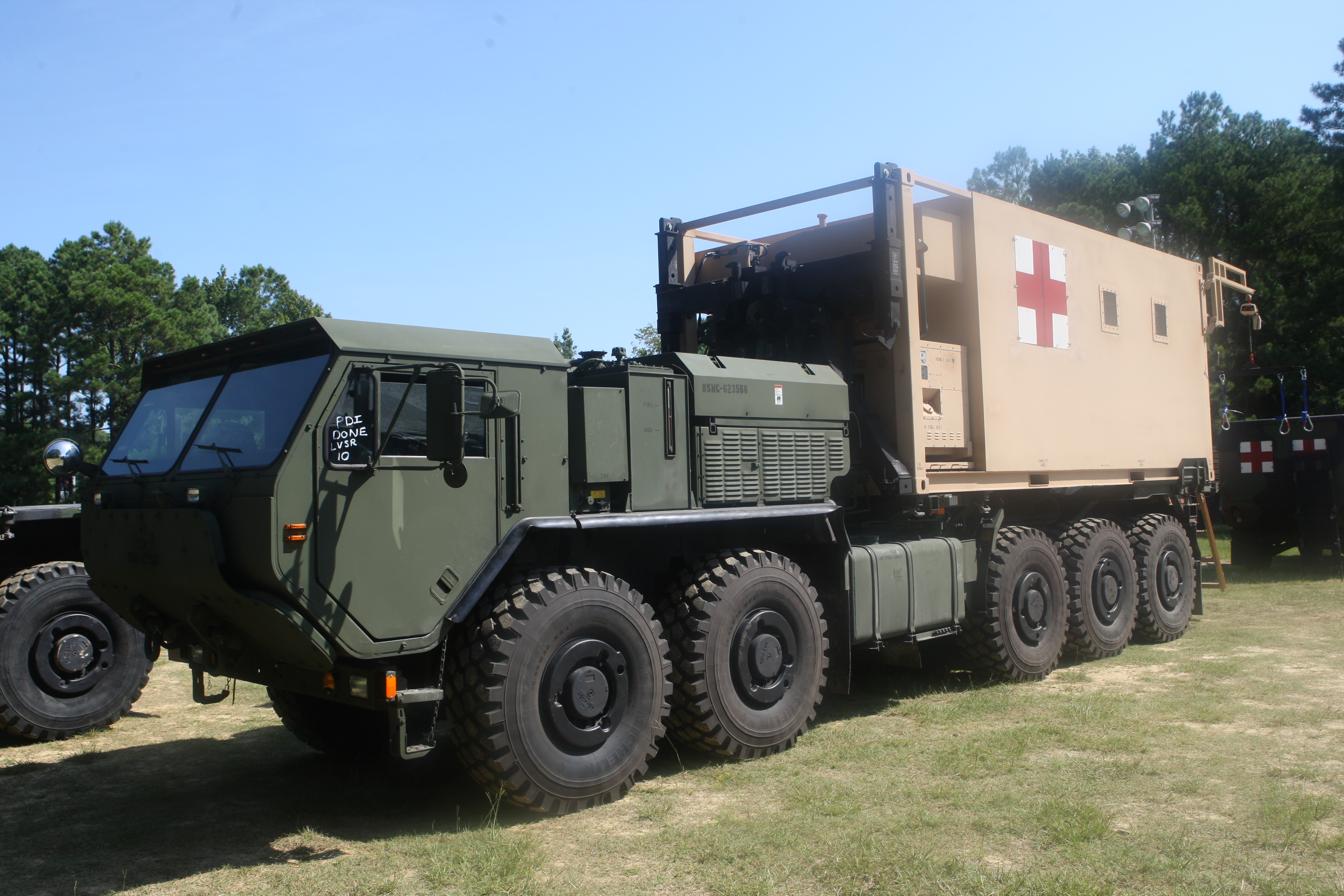
LVSR (10×10/8)
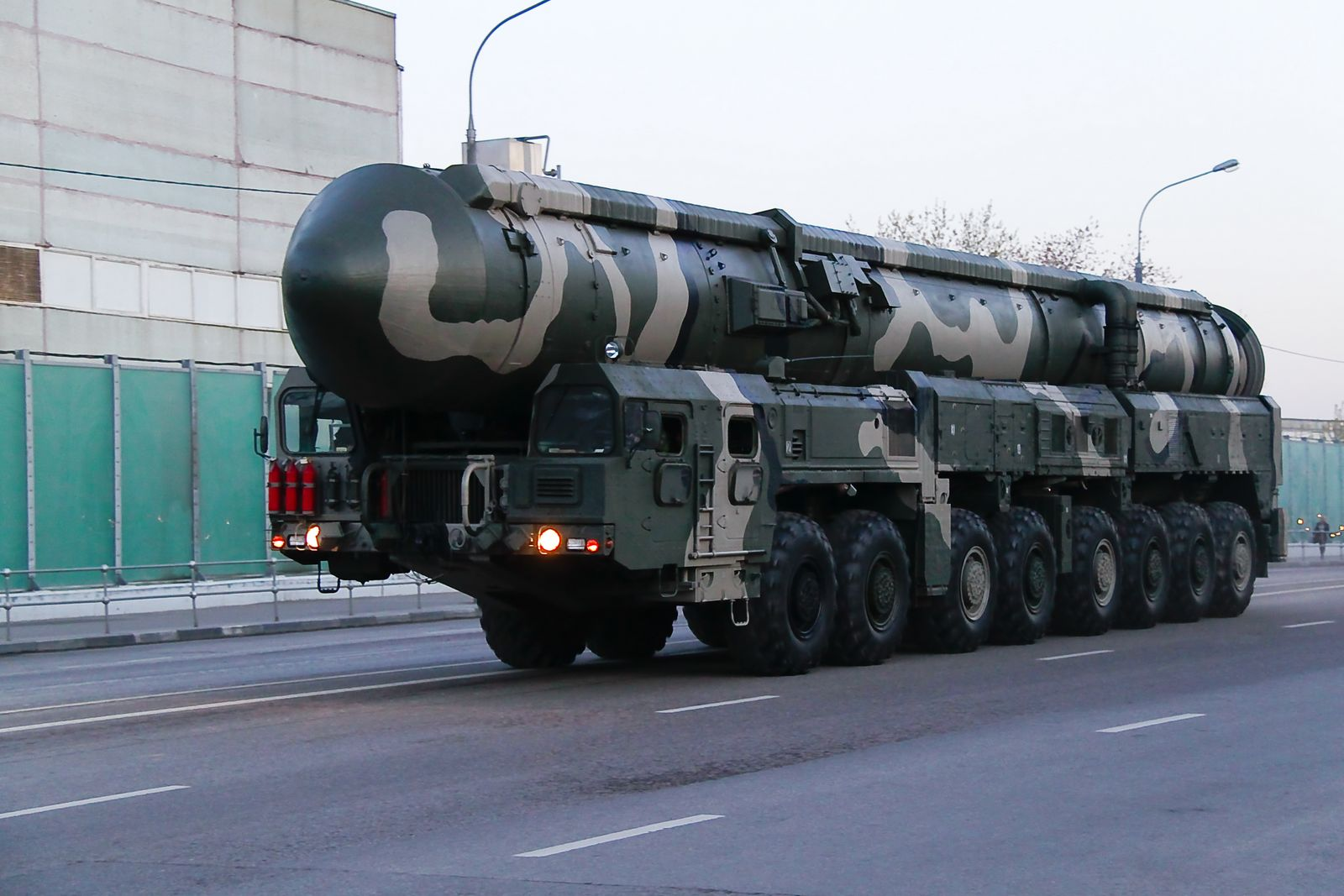
МЗКТ-79221 (16×16/12)
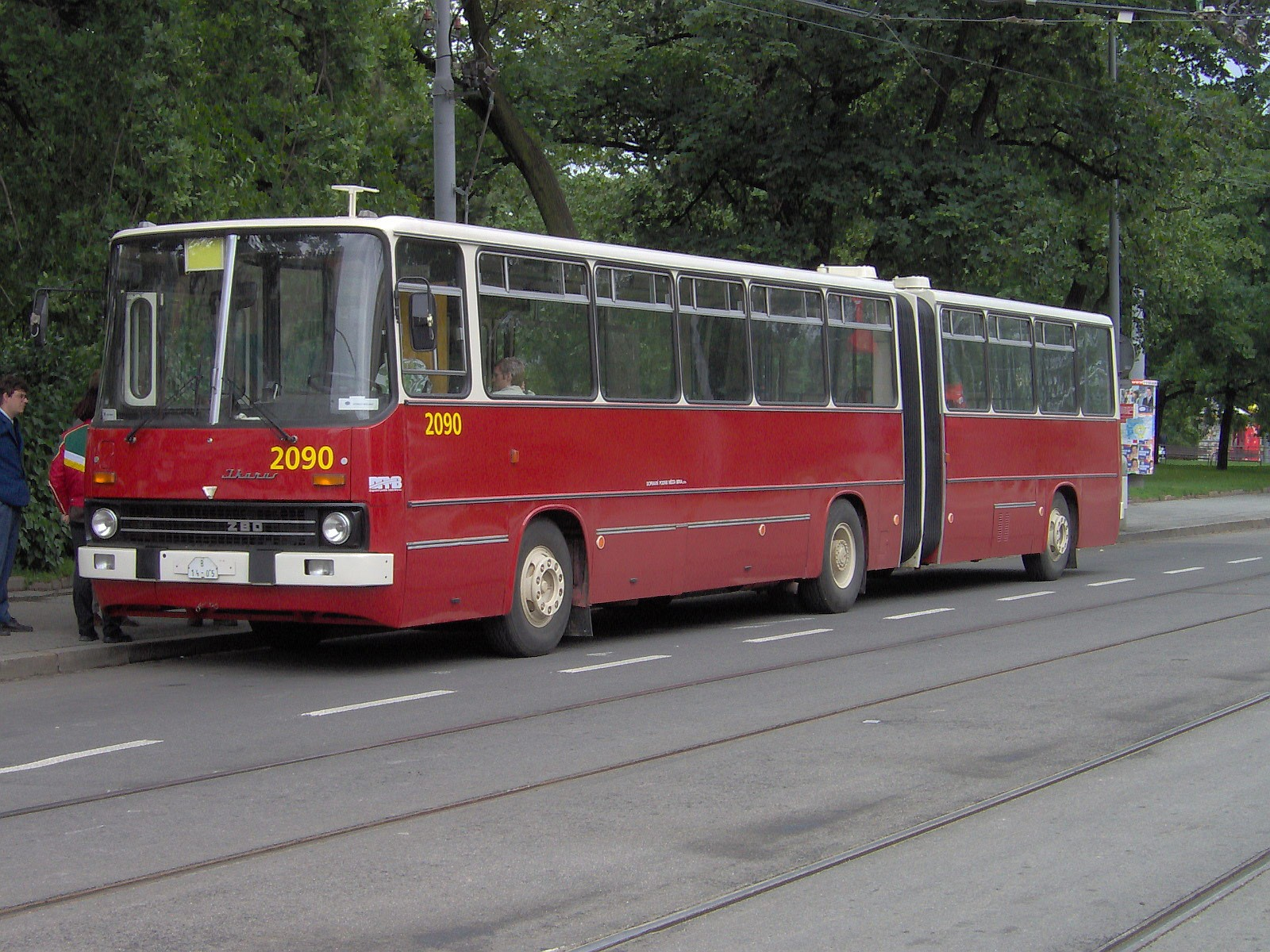
Ikarus 280 (4×2.2.1)

Для зчленованих автобусів у формулу вводять четверту цифру: «1» — якщо причіпна частина автобуса має одинарні колеса, «2» — здвоєні. Приклади: 6×2.2.1 (Ikarus-280.64) та 6×2.2.2 (Ikarus-283.00).
Також під колісною формулою розуміють умовну характеристику ходової частини локомотива, яка також називається осьовою формулою. Вказує число і розташування колісних осей. Наприклад, колісна формула восьмивісного електровоза, який має чотири двовісних візки, записується так: 20−20−20−20, де індекс «0» означає, що всі колісні пари мають індивідуальний привод.